# Sankt Barbara im Mürztal
Sankt Barbara im Mürztal, St. Barbara im Mürztal – gmina targowa w Austrii, w kraju związkowym Styria, w powiecie Bruck-Mürzzuschlag. Liczy 6793 mieszkańców (1 stycznia 2015). Powstała 1 stycznia 2015 z połączenia trzech gmin, należących do 31 grudnia 2012 do powiatu Mürzzuschlag: Mitterdorf im Mürztal, Veitsch oraz Wartberg im Mürztal.